# 신소희
신소희(1987년 4월 10일 ~ )는 대한민국의 가수이다. 홍경민의 음반 《Someday》의 제작에 참여하기도 했다.

## 대표작

### 음반
- 1집 〈그랬단 말이야〉